# Torneo de Baby Fútbol
El Baby Fútbol, también conocido como Festival de Festivales, (anteriormente denominado Pony Fútbol por motivos de patrocinio) es un campeonato nacional infantil realizado en la ciudad de Medellín (Colombia) desde 1985 hasta la fecha. Actualmente el certamen es organizado de manera conjunta por la Corporación Deportiva "Los Paisitas" y Colanta. (antes era patrocinado por la marca Pony Malta de la Cervecería Bavaria), 
El Baby Fútbol hace parte del Festival de Festivales en deportes para chicos que también incluye torneos de Baloncesto, Béisbol, Atletismo, Ajedrez, Ciclismo, Tenis de mesa entre otros.
Aparte del enfoque social que tiene la corporación "Los Paisitas", esta se convirtió en una cantera de futbolistas que con el pasar de los años no sólo exhiben su talento en el país, sino también por fuera de él, James Rodríguez, Juan Fernando Quintero, Sebastián Pérez, Falcao García, Jackson Martínez y David Ospina, por citar algunos, son, entre otros, jugadores que han pasado por este Festival y que años después han sido figuras en el exterior.
La sede del torneo es la tradicional cancha Marte (ubicada en la unidad deportiva Atanasio Girardot). Los juegos de la fase final son transmitidos por el canal teleantioquia (este es un canal especialmente dedicado al departamento de Antioquia) desde 1986. 
En enero de 2009, en el partido final, se marcó el gol N°4000 de la historia del torneo.

## Historia
1987: El carácter de ser por invitación se mantuvo hasta este año. Sin embargo, para ese año la Zona de Urabá realizó el primer clasificatorio entre los municipios de la región.
1988: El ingreso de Cervecería Unión como patrocinador obligó a que el torneo pasara a ser clasificatorio, de la siguiente manera:
- Medellín: eliminatoria con 60 barrios, incluyendo el Área Metropolitana. - Urabá: torneo con 30 equipos. - Nordeste: zonal con 4 municipios. - Interescolar: clasificatorio con 60 escuelas. - Secretaría de Educación: torneo con 350 calles
1989: Se zonificó al departamento, realizándose eliminatorias en 5 regiones. Chocó fue el primer invitado nacional. Se aumentó la participación a 24 equipos en la final.
1991: Primer invitado extranjero: Escuela San Francisco de Quito, Ecuador. Comienza a denominarse Torneo Ponyfútbol
1994: Se invitó a Santa Marta, que solicitó traer a Medellín un equipo de un torneo interno que se hace en la Ciudadela 29 de Julio.
1997: Por única vez, se aumentó la participación a 28 equipos en la final
Comenzaron a disputarse zonales locales en los municipios del Área Metropolitana. El primero fue Bello. Fue el torneo con más representación nacional: 9 departamentos.
Igualmente, comenzaron a disputarse eliminatorias nacionales. Las primeras se hicieron en Córdoba y Risaralda. A partir de allí, varias organizaciones regionales asumieron los clasificatorios.
1998: Se aumentó la participación a 32 equipos en la final.
2003: La Corporación Los Paisitas junto a su patrocinador Pony Malta inician un periplo nacional con zonales en cinco zonas del país. Estos clasificatorios son administrados completamente por la Corporación.
2004: Se aumentó en siete los zonales nacionales.
2005: La Corporación junto a Pony Malta y la Liga Antioqueña de Baloncesto organizaron la primera versión del Ponybaloncesto con gran éxito en la ciudad. Esta final se desarrolló a la par de la final 21 del Ponyfútbol.
2007: La Corporación ya cuenta con tres disciplinas: el Ponyvoleibol ya entra a engrosar la lista de los programas de la Corporación.
2007-08: El torneo 24 del Ponyfútbol fue en homenaje al socio fundador Antonio Franco Ruiz. El campeón de esa edición fue EFISAE Envigado y se entra a preparar lo que será la versión 25 del torneo infantil más importante de Colombia.
2008: Se llegó al primer cuarto de siglo de la entidad. En el mes de julio se hicieron dos actos de celebración: uno académico y otro protocolario. Además que se hizo la presentación de un libro que recoge la historia no contada de la Corporación.
2009: Se juega la final XXV de fútbol, la V de baloncesto y la III de Voleibol. Como hecho se destaca que se juega en la renovada cancha Marte Uno, que estrenó césped sintético y el torneo de baloncesto se jugó en Itagüí y el de Voleibol se jugó en los coliseos de tenis de mesa, de balonmano y en el parque del Ajedrez.
2010: Fue un año de muchas novedades. Se jugó por primera vez el Babyfútbol Femenino. Y regresaron los conjuntos internacionales al Ponyfútbol: un equipo de Estados Unidos y otro de Ecuador.
2011: El equipo brasileño denominado Pirataría fue el primer ganador internacional del Festival.
2012: El título del Ponyfútbol se va por segundo año consecutivo del país, el equipo de la Escuela Metropolitana de Quito (Ecuador) alzó el trofeo de campeón.
2013: Brayan Gómez (Atlético Nacional masculino) y Anlly Tabares (Atlético Nacional femenino) fueron elegidos como los mejores jugadores del Festival y Pony Malta los premió con un viaje a la ciudad de Oporto, Portugal
2014: Se realizó la edición previa, a la conmemoración de los 30 años de la Corporación Deportiva Los Paisitas.

## Finales
2003/04 : Academia Tolimense Vs Deportivo Cali
 Deportivo Cali Estaba integrada por jugadores de la categoría de Andrés Ramiro Escobar, Juan David Cabezas, Carlos Lizarazo, Junior Murillo, Jesús Arrieta entre otros.
 Academia Tolimense estaba integrada por jugadores históricos como James Rodríguez, Jhon Leyton, Diego Augusto"Tuto" Noreña Daza y Cristian Ramírez, entre otros.
2018/19 : Independiente Medellín vs Atlético Nacional 
 Independiente Medellín: 1. Samuel Alzate; 3: Juan S. Buritacá, 2. Daniel García, 16. Nicolás Molina, 4. Nicolás Arboleda (Cap); 6. Deivy Vélez, 10. Juan P. Orrego, 13. Matías R. Marin, 9. Miguel A. Monsalve; 15. Jonathan Restrepo, 11. Juan A. Areiza.
 Atlético Nacional: 1. Alejandro Hernández; 2: Julián S. Rivera, 3. Felipe Ospina, 4. Dylan A. Jiménez, 6. Juan S. Chavarria; 8. Sebastián Góez, 9. Samuel Ruiz, 7. Kevin Parra, 11. Andrés Salazar; 14. Juan S. Hoyos, 17. Jacobo Granada. Yilmar rentería 9

## Campeonatos
Desde 1985 hasta 2017 el campeonato fue denominado Pony Fútbol, actualmente dentro del "Festival de Festivales" se llama Baby Fútbol

### Masculino
| Año  | Campeón                                      | DT Campeón                      |
| ---- | -------------------------------------------- | ------------------------------- |
| 1985 | La Floresta (1)                              | Francisco Maturana              |
| 1986 | Santa Lucía (1)                              | Carlos Mario Cortez             |
| 1987 | Grullitos (1)                                | Abdiel Ocampo                   |
| 1988 | Urabá (1)                                    | Alfonso Rivera                  |
| 1989 | La Floresta (2)                              | César Maturana                  |
| 1990 | Zaragoza (1)                                 | Hernán Villa                    |
| 1991 | Calasanz (1)                                 | Jesús Ramírez                   |
| 1992 | Ebéjico (1)                                  | Gerardo Bedoya                  |
| 1993 | Coldeportes (1)                              | Jesús Ramírez                   |
| 1994 | Popayán (1)                                  | Alberto Balcazar                |
| 1995 | Urabá (2)                                    | John Bernardo Ochoa             |
| 1996 | Cúcuta (1)                                   | Elkin Uribe                     |
| 1997 | Urabá (3)                                    | John Bernardo Ochoa             |
| 1998 | Córdoba (1)                                  | Ismaél Lázaro                   |
| 1999 | Córdoba (2)                                  | Alfredo Pacheco                 |
| 2000 | Córdoba (3)                                  | Otoniel Suárez                  |
| 2001 | Santa Marta (1)                              | Sandro Ramos                    |
| 2002 | Chocó (1)                                    | Roque Manuel Palacios           |
| 2003 | Cartagena (1)                                | Rafael Montes                   |
| 2004 | Academia Tolimense (1)                       | Álvaro Guzmán                   |
| 2005 | Envigado FC (1)                              | Jorge Betancur                  |
| 2006 | Envigado FC (2)                              | Jorge Betancur                  |
| 2007 | Efisae Envigado (1)                          | Jorge Betancur                  |
| 2008 | Efisae Envigado (2)                          | Jorge Betancur                  |
| 2009 | Boca Juniors de Cali (1)                     | Ricardo Mosquera                |
| 2010 | Cristo Rey (1)                               | Armando Londoñol                |
| 2011 | Pirataria (Brasil) (1)                       | Rodrigo Carrico Otero           |
| 2012 | Escuela Metropolitana de Quito (Ecuador) (1) | Marcos Geovanny Bellolio Donoso |
| 2013 | Atlético Nacional (1)                        | Diego Alejandro Mazo Echavarría |
| 2014 | Belén La Nubia (1)                           | Nicolás Londoño Arango          |
| 2015 | Belén La Nubia (2)                           | Elkin Moncada                   |
| 2016 | Atlético Nacional (2)                        | Diego Alejandro Mazo Echavarría |
| 2017 | Belén La Nubia (3)                           | Steven Sánchez Peña             |
| 2018 | Envigado FC (3)                              | Jorge Betancur Quiroz           |
| 2019 | Los Alcázares Bogotá (1)                     | Hader Iroldo Puerta             |
| 2020 | Belén La Nubia (4)                           | Deivy Johan Mejía Torres        |
| 2022 | Fátima (1)                                   | Walter Yesid Restrepo           |
| 2023 | Envigado FC (4)                              | Juan Felipe Grisales            |
| 2024 | Municipio de Envigado                        | Sebastián Duque Gomez           |
| 2025 | Municipio de Envigado                        | Walter Yesid Restrepo           |

### Femenino
| Año     | Campeón                         | DT Campeón                 |
| ------- | ------------------------------- | -------------------------- |
| 2010    | JAC El Pinar (1)                | Henry Pino                 |
| 2011    | Antonio Nariño (1)              | Luz Stella Zapata          |
| 2012    | Usme Bogotá (1)                 | Claudia Díaz               |
| 2013    | Antonio Nariño (2)              | Luz Stella Zapata          |
| 2014    | Inder Medellín (1)              | Luz Estella Zapata         |
| 2015    | Ciudadela 29 de Julio SM (1)    | Hesgar Javier León Ardila  |
| 2016    | Aurora II de Bogotá (1)         | John Mauricio Díaz Jiménez |
| 2017    | Bloques del Limonar de Cali (1) | Carolina Pineda Echeverry  |
| 2018    | Antonio Nariño (3)              | Sebastián Peña Córdoba     |
| 2019    | Bloques del Limonar de Cali (2) | Yohn Álex Echeverry        |
| 2020    | Asunción de Bogotá (1)          | Sebastián Rodriguéz        |
| 2021/22 | Nueva Dely Bogotá (1)           | José Mourinho Gómez        |
| 2023    | Funza (1)                       | Jean Alberto Martinez      |

## Títulos por club Masculino
| Club                           | Títulos | Años campeón                              |
| ------------------------------ | ------- | ----------------------------------------- |
| Envigado Fútbol Club           | 7       | 2005, 2006, 2007, 2008, 2018, 2023, 2024. |
| Belén La Nubia                 | 4       | 2014, 2015, 2017, 2020.                   |
| Urabá                          | 3       | 1988, 1995, 1997.                         |
| Córdoba                        | 3       | 1998, 1999, 2000.                         |
| La Floresta                    | 2       | 1985, 1989.                               |
|                                |         |                                           |
| Atlético Nacional              | 2       | 2013, 2016.                               |
| Santa Lucía                    | 1       | 1986.                                     |
| Grullitos                      | 1       | 1987.                                     |
| Zaragoza                       | 1       | 1990.                                     |
| Calasanz                       | 1       | 1991.                                     |
| Ebéjico                        | 1       | 1992.                                     |
| Coldeportes                    | 1       | 1993.                                     |
| Popayán                        | 1       | 1994.                                     |
| Cúcuta                         | 1       | 1996.                                     |
| Santa Marta                    | 1       | 2001.                                     |
| Chocó                          | 1       | 2002.                                     |
| Cartagena                      | 1       | 2003.                                     |
| Academia Tolimense             | 1       | 2004.                                     |
| Boca Juniors de Cali           | 1       | 2009.                                     |
| Cristo Rey                     | 1       | 2010.                                     |
| Pirataria (Brasil)             | 1       | 2011.                                     |
| Escuela Metropolitana de Quito | 1       | 2012.                                     |
| Los Alcázares Bogotá           | 1       | 2019.                                     |
| Fátima                         | 1       | 2022.                                     |
|                                |         |                                           |

## Liga Pony Futbol

### Masculino Sub-10
| Año  | Campeón                   | Resultado | Subcampeón                         |
| ---- | ------------------------- | --------- | ---------------------------------- |
| 2018 | Petizos FC de Bucaramanga | 1-0       | Estudiantil Campoamor de Antioquia |
| 2019 | C.D. Estudiantil U11.     | 2-0       | Petizos FC de Bucaramanga          |

### Femenino Sub-10
| Año  | Campeón           | Resultado | Subcampeón     |
| ---- | ----------------- | --------- | -------------- |
| 2018 | Talento Tolimense | 1-0       | Kapital Soccer |
| 2019 | Talento Tolimense | 1-0       | Soccer Futurre |

### Masculino Sub-12
| Año  | Campeón          | Resultado | Subcampeón    |
| ---- | ---------------- | --------- | ------------- |
| 2018 | América de Cali  | 1-0       | Junior FC     |
| 2019 | Estudiantil F.C. | 3-1       | Envigado F.C. |

### Femenino Sub-12
| Año  | Campeón                           | Resultado | Subcampeón          |
| ---- | --------------------------------- | --------- | ------------------- |
| 2018 | Formas Intimas                    | 1-0       | Sport Teens de Cali |
| 2019 | Atlético Dosquebradas (Risaralda) | 3-0       | Esc. Sarmiento Lora |